# Traité de la réforme de l'entendement
Le Traité de la réforme de l’entendement (en latin : Tractatus de Intellectus Emendatione) est un des ouvrages les plus importants du philosophe Baruch Spinoza (écrit inachevé entre 1665 et 1670), pour qui veut comprendre l’évolution de sa pensée sur l'intelligence, la perception, l'expérience et la mémoire, ainsi que les fondements de sa théorie de la connaissance. Il a été publié pour la première fois à titre posthume en 1677.

## Projet duTraité sur la réforme de l’entendement
Spinoza expose tout au début du livre ce qui constitue bien le credo de tous ses ouvrages philosophiques. Il veut différencier les vrais des faux biens, les buts tels que la sagesse qui nous apportent une satisfaction réelle de ceux qui ne nous apportent qu’une joie éphémère et illusoire tels que la recherche des richesses, de la réputation et de la volupté. L’Éthique elle-même ne sera que le prolongement de ce projet.

## Plan de l'œuvre
Le plan présenté ici n'est pas donné tel quel par Spinoza; le lecteur pourra notamment se référer aux plans proposés par Pierre-François Moreau dans son cours sur le TRE et par spinozaetnous.org. Les numéros de paragraphes correspondent à la numérotation Koyré.

### Introduction (paragraphes 1 à 49)

#### La fin (paragraphes 1 à 17)
Spinoza commence par expliquer quel cheminement de la pensée l'a amené à écrire ce traité. Il est à la recherche d'un "vrai bien", là où les Hommes se satisfont généralement des richesses, des honneurs et du plaisir des sens. Il se compare à un "malade atteint d'un mal mortel" (paragraphe 7) et décide de choisir un "nouveau plan de vie" (paragraphe 11).

#### Plan de l'introduction; plan de la suite de l'œuvre (paragraphe 49)
Spinoza récapitule les idées présentées dans l'introduction, et annonce le plan de la suite de l'ouvrage :
1. Distinguer l'idée vraie des autres perceptions
2. Déterminer des règles pour percevoir selon cette norme des choses inconnues
3. Instituer un ordre pour nous épargner une inutile fatigue